# 須田勝勇
須田 勝勇（すだ かつとし、1928年9月30日 - 2018年/2019年）は日本の政治家。木更津市長（2期）。

## 経歴
千葉県君津郡清川村（現在の木更津市）に生まれる。望陀農学校卒業。家業の農業に従事する。戦後は青年団に入り、連合青年団体育部長。このほか清川農協青年部長、消防第三分団長などを務めた。清見台土地区画整理組合理事長、清見台貸家組合理事長、清見台賃貸住宅管理組合会長、千葉県土地区画整理組合連合会会長、全国土地区画整理組合連合会理事長に就任。木更津市内では国立木更津工業高等専門学校の誘致に尽力し、清見台幼稚園理事長となった。
1975年、千葉県議会議員選挙に自由民主党から出馬して初当選、以後4選。1995年に木更津市長当選、1999年再選。
自身が社長の第三セクター木更津都市開発は1997年3月期に年収入高約4億300万円を計上していたが以降は減少、1999年同期以降は赤字決算で2000年7月に同社収入約70パーセントを得ていたテナント木更津そごうが破産、収入高は大幅減、2001年同期の年収入高は約1億3800万円にまで減少、東京の開発会社と協定を締結して核となるテナントを誘致して経営再建しようとするも権利関係が複雑で一本化ができず、資金が底をつき、固定資産税約3000万円を滞納、同年12月19日に家賃と共益費1300万円を差し押さえられ同月21日に千葉地方裁判所へ自己破産を申請、同日破産宣告を受け、負債は2001年3月期末で約75億円、自治体が主となって経営に参画する第三セクター破綻は千葉県初だった。
土地区画整理組合の理事長にもなっていたが、東京湾アクアラインの交通量が予想を下回り、バブル景気崩壊後で千葉県内の土地の地下は軒並み下落、関わっていた区画整理事業は次から次へと逆風が吹き、資金繰りに悩み、部下の市職員だけでなく暴力団の闇金融から借金したり、資産家でもあった須田個人としても債務が約30億円、固定資産税を1000万円以上滞納、市長である須田の名で自分への督促状が出され、給与仮差し押さえにも至り、2002年1月15日に市議会臨時議会で辞職勧告決議が可決、それにより設置された市長与党3会派による「須田市長新聞報道に関する調査班」は問題解決法提示を須田求めるもそれを受け入れてもらうことは難しいと判断して不信任決議案が提出されるなら賛成せざるを得ないと須田に進退を決めるよう促す債務及び税金滞納問題報告書をまとめて同年2月12日に助役水越勇雄に提出、同月20日、市長を辞職。同年9月、土地区画整理組合の資金2億円余りを着服した業務上横領容疑で逮捕、起訴され後に懲役4年6月の実刑判決を受けて服役した。1990年春の褒章で藍綬褒章を受章しているが、2004年2月14日、褫奪された｡